# 皮亞季哈特基區

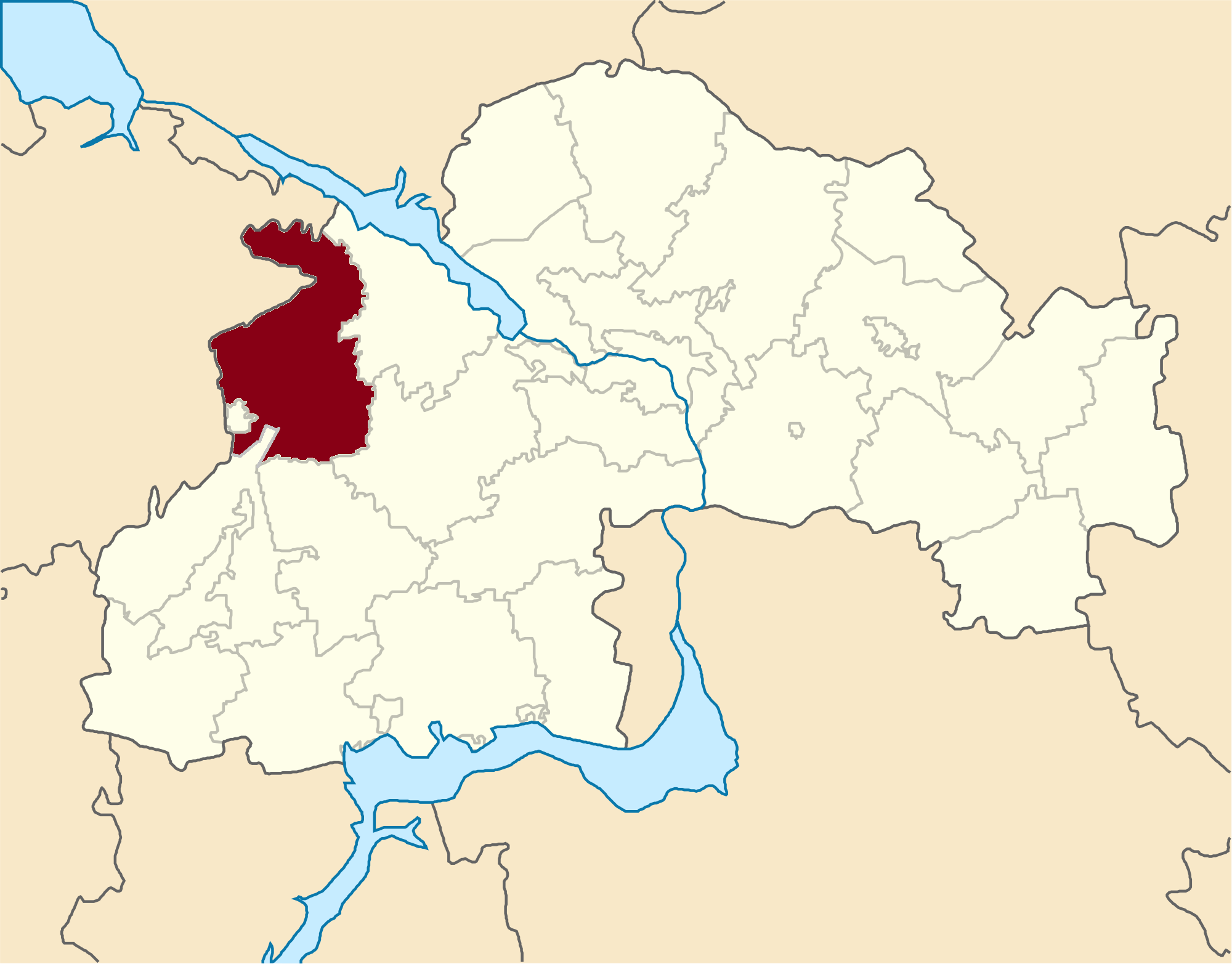
皮亞季哈特基區在第聶伯羅彼得羅夫斯克州的位置

48°25′N 33°43′E / 48.417°N 33.717°E
皮亞季哈特基區（羅馬化：Piakhtykhatskyi raion）是烏克蘭中部第聶伯羅彼得羅夫斯克州的一個旧區，区府为皮亞季哈特基，面積1,683平方公里，2013年人口45,906，人口密度每平方公里27人。